# سيميون فيدوتوف
سيميون فيدوتوف (بالروسية: Федотов, Семён Александрович)‏ هو لاعب كرة قدم روسي في مركز الدفاع، ولد في 2 مارس 1992 في فلاديمير في روسيا. شارك مع منتخب روسيا تحت 21 سنة لكرة القدم. أما مع النوادي، فقد لعب مع سيسكا موسكو.

## وصلات خارجية
- سيميون فيدوتوف على موقع قاعدة بيانات كرة القدم.إي يو (الإنجليزية)
- سيميون فيدوتوف على موقع Soccerway.com (الإنجليزية)
- سيميون فيدوتوف على موقع AS.com (الإسبانية)